# شهر (آلبوم)
شهر (به انگلیسی: The City) نام آلبومی از هنرمند یونانی، ونگلیس است که در سال ۱۹۹۰ عرضه شد. بر اساس گزارش‌ها، این آلبوم به طور کامل در یک اتاق هتل در رم، جایی که ونگلیس برای مشاهدهٔ به فیلم‌درآوردن ماه تلخ از رومن پولانسکی اقامت داشت، ضبط شد. این آلبوم در بسیاری از جهات، می‌تواند به عنوان یک آلبوم مفهومی دیده شود؛ مفهوم‌هایی را از زندگی شهری و به فضای یک شهر بزرگ اشاره می‌کند.

## فهرست آهنگ‌ها
تمام آهنگ‌ها به وسیلهٔ ونگلیس نوشته شده‌اند.
‎
1. ‎ «Dawn» – ۴:۱۶‎
2. ‎ «Morning Papers» – ۳:۵۵‎
3. ‎ «Nerve Centre» – ۵:۳۰‎
4. ‎ «Side Streets» – ۴:۱۲‎
5. ‎ «Good to See You» – ۶:۵۱‎
6. ‎ «Twilight» – ۴:۵۷‎
7. ‎ «Red Lights» – ۳:۵۵‎
8. ‎ «Procession» – ۹:۳۳‎

‎

## سازها
ونگلیس تمام سازها را می‌نوازد، خصوصاً سینتی‌سایزرها و ماشین درام. آوازها از هنرمندان مختلف میهمان است با نقالی کردن‌هایی از رومن پولانسکی و امانوئل سینر.

## سبک
ونگلیس از استایل‌های متفاوتی استفاده می‌کند، از جاز (۲) و راک (۳) تا عصر نو (۵، ۶). قطعات سازی همگی پایهٔ سینتی‌سایزری دارند اما بسیار متقعادکننده به گوش می‌آیند (ترامپت در ۱، گیتار در ۳، سل در ۸)
گرچه شهر اولین آلبوم پس از مستقیم (۱۹۸۸) است، هیچ ذکری از «سری‌های مستقیم» که در یادداشت‌های جلد آلبوم بحث شده بود دیده نمی‌شود. هم‌چنین نمی‌تواند به سادگی به اثر بعدی، مانند موسیقی متن ۱۴۹۲: فتح بهشت ربط داده شود. ونگلیس بعداً موسیقی متن فیلم ماه تلخ پولانسکی را ساخت.